# La stella che non c’è
La stella che non c’è és una pel·lícula de l'any 2006 dirigida per Gianni Amelio i protagonitzada per Sergio Castellitto i Ling Tai. El guió està escrit pel mateix Gianni Amelio al costat d'Umberto Contarello i es basa en una novel·la d'Ermanno Rea, La dimissione.
Es va estrenar el 5 de setembre de 2006 al Festival Internacional de Cinema de Venècia.

## Sinopsi
Vincenzo és un enginyer de manteniment italià en uns alts forns la fosa dels quals ha estat comprada per una empresa xinesa. Està molt preocupat per la venda d'una màquina defectuosa l'ús de la qual suposa un perill per als treballadors. Quan descobreix la manera de reparar-la, Vincenzo viatja fins a la Xina, on el seu camí es creua amb el de la intèrpret d'italià Liu Hua. Junts emprendran la cerca de la fàbrica on es troba la màquina.

## Producció
La stella che non c’è és una coproducció internacional entre Itàlia, França, Suïssa i Singapur. Es va rodar entre maig i juny de 2005 a Shanghai, Wuhan, Chongqing, Yinchuan, Baotou, Mongòlia Interior i Gènova.

### Repartiment
- Sergio Castellitto: Vincenzo Buonavolontà.
- Ling Tai: Liu Hua.
- Angelo Costabile: operari.
- Hiu Sun Ha: Chong.
- Biao Wang: comissari de policia.
- Catherine Sng: secretària.
- Tang Xianbi: àvia.

### Estrena
- Itàlia: 5 de setembre de 2006 al Festival Internacional de Cinema de Venècia.
- Espanya: 4 de novembre de 2006 al Festival de Cinema Europeu de Sevilla, 11 de gener de 2008 a sales de cinema.

## Nominacions i premis
| Any  | Premi                         | Categoria                                                            | Resultat   |
| ---- | ----------------------------- | -------------------------------------------------------------------- | ---------- |
| 2006 | Festival de Cinema de Venècia | Lleó d'Or                                                            | Nominada   |
| 2006 | Festival de Cinema de Venècia | Premi Pasinetti al millor actor (Sergio Castellitto)                 | Guanyador  |
| 2006 | Festival de Cinema de Venècia | Premi de la Fundació Mimmo Rotella                                   | Guanyadora |
| 2007 | Nastro d'argento              | Millor fotografia (Lucca Bigazzi)                                    | Nominada   |
| 2007 | Nastro d'argento              | Millor producció (Marco Chimenz, Giovanni Stabilini, Riccardo Tozzi) | Nominada   |
| 2008 | Premis Turia                  | Millor Pel·lícula Estrangera                                         | Guanyadora |